# 50 Façons de dire fabuleux
Pour plus de détails, voir Fiche technique et Distribution.
50 Façons de dire fabuleux (titre original : 50 Ways of Saying Fabulous) est un film dramatique néo-zélandais réalisé par Stewart Main, sorti en 2005.

## Synopsis
Billy a douze ans, son père est fermier et il vit avec sa famille dans une région reculée de Nouvelle-Zélande. Il s'évade de son quotidien non pas en jouant au rugby comme les enfants de son âge, mais en regardant une émission de science-fiction et en jouant avec sa cousine Lou.
Un jour, son père engage comme journalier un superbe jeune homme, Jamie.

## Fiche technique
- Titre : 50 Façons de dire fabuleux
- Titre original : 50 Ways of Saying Fabulous
- Réalisation : Stewart Main
- Scénario : Stewart Main, Peter Wells d'après le roman de Graeme Aitken
- Photographie : Simon Raby
- Pays d'origine :  Nouvelle-Zélande
- Langue : Anglais
- Genre : Film dramatique
- Durée : 90 minutes
- Dates de sortie :

## Distribution
- Andrew Patterson : Billy/Lana
- Harriet Beattie : Lou/Brad
- Jay Collins : Roy
- Georgia McNeil : Babe
- Michael Dorman : Jamie